# Miles Davis Quartet
Miles Davis Quartet è un album di Miles Davis pubblicato dalla Prestige Records nel 1954.

## Il disco
Realizzato come LP a 10 pollici, non è stato mai ristampato nel formato più grande o su CD. Tutti i brani furono comunque inclusi in edizione rimasterizzata da Rudy Van Gelder nell'album a 12 pollici Blue Haze del 1956.
Il titolo del disco si riferisce al fatto che i brani furono eseguiti in formazioni a quattro in cui Davis era l'unico solista. Il primo quartetto, che partecipò alla registrazione del 19 maggio 1953 comprendeva John Lewis al pianoforte, Percy Heath al contrabbasso e il batterista Max Roach. Charles Mingus, più noto come bassista, prese il posto di Lewis al pianoforte nel brano Smooch da lui composto. Il secondo, che registrò il 15 marzo del 1954, era lo stesso che pochi giorni prima aveva partecipato alle registrazioni dell'album per la Blue Note Records Miles Davis Vol. 3 con il pianista Horace Silver, il batterista Art Blakey e Heath.
Nel 2011 il disco è stato ristampato in edizione limitata in occasione del Record Store Day "Black Friday".

## Tracce
Lato A
1. When Lights Are Low - (Benny Carter, Spencer Williams) - 3:25
2. Tune Up - (Miles Davis) - 3:52
3. Miles Ahead - (Miles Davis) - 4:28
4. Smooch - (Miles Davis, Charles Mingus) - 3:04

- Tracce registrate il 19 maggio 1953, WOR Studios, New York

Lato B
1. Four - (Miles Davis) - 4:00
2. Thet Old Devil Moon - (Burton Lane, Yip Harburg) - 3:22
3. Blue Haze - (Miles Davis) - 6:08

- Tracce registrate il 15 marzo 1954, Beltone Studios, New York

## Formazione
1953
- Miles Davis – tromba
- John Lewis – pianoforte (ad esclusione di Smooch)
- Charles Mingus – pianoforte (solo in Smooch)
- Percy Heath – contrabbasso
- Max Roach – batteria

1954
- Miles Davis – tromba
- Horace Silver – pianoforte
- Percy Heath – contrabbasso
- Art Blakey – batteria

## Edizioni
- 1954 – LP 10", Prestige Records PRLP 161
- 2011 – LP 10", Prestige Records Concord Music Group PRS-33353-01, riedizione a tiratura limitata

### Singoli
- Miles Davis, Blue Haze, Pt. 1 & 2, 78gg, Prestige Records 893
- Miles Davis, Four / That Old Devil Called Love, 78gg, Prestige Records 898
- Miles Davis, When Lights Are Low / Miles Ahead, 78gg, Prestige Records 902